# Carlo Maria Mariani
Carlo Maria Mariani (Roma, 25 de julio de 1931-Nueva York, 20 de noviembre de 2021) fue un pintor italiano.

## Biografía
Carlo Maria Mariani, tras frecuentar los cursos del Istituto d'Arte, consiguió en 1955 el diploma en la Academia de Bellas Artes de Roma. Empezó a trabajar en pintura mural hasta finales de los años 1970, donde expuso sus propias obras de caballete.
Su primera exposición reseñable se dio en 1975; desde entonces, otras numerosas exposiciones sucedieron en lugares tales como Centro Pompidou,Museo Hirshhorn y Jardín de Esculturas, MoMA, Museo de Arte Moderno de San Francisco, entre otros. Desde 1993, residió en Nueva York.

## Obra
Sus pinturas tienen sus raíces tanto en la teoría neoclásica como en el modernismo. En la década de 1970 defendió su elección de medio de los ataques de los críticos de arte haciendo paralelismos entre la melancolía por el pasado del neoclasicismo y el arte conceptual de moda en ese momento. Recibió atención internacional en la década de 1980 con lo que se denominó pittura colta («pintura cultivada») y la Nuova Maniera («El nuevo estilo») en Italia, en las que empleó temas y estilos antiguos. Entre otras cosas, representó a Andy Warhol como Napoleón e hizo versiones «mejoradas» y «corregidas» de obras de Leonardo da Vinci y Rafael.
En Estados Unidos sus obras fueron llamadas posmodernismo; el crítico de arte estadounidense Hal Foster hizo una distinción entre posmodernismos arraigados en la «reacción» y la «resistencia», y colocó a Mariani con su uso de estilos «desgastados» en la primera categoría. William Wilson, de Los Angeles Times, describió una exposición de Mariani en Los Ángeles en 1992 como «un intento extraordinariamente complejo y bellamente ejecutado de hacer que el dibujo y la pintura clásicos vuelvan a tener sentido».